# Henry Durrant
Henry Durrant (pseudonyme de Didier Serres) est un journaliste et ufologue français. 
Durant les années 1970, Durrant consacre trois ouvrages au phénomène OVNI qui paraissent chez Robert Laffont dans la collection « Les Énigmes de l'Univers », qui connaissait alors un succès considérable. En 1976, il compte parmi les collaborateurs du hors série (no 46) de la revue Historia intitulée: « Les soucoupes volantes - Un dossier sérieux sur une affaire troublante ».
Dans son Livre noir des soucoupes volantes (1969), il publie deux faux témoignages d'observation d'OVNI afin de voir si ces histoires seraient reprises par d'autres, ce qui lui permettrait de démasquer les imposteurs.
Les Dossiers des O.V.N.I. Les soucoupes volantes existent (1973), se présente comme une série de commentaires sur de nombreuses observations d'OVNIs et leurs témoins. S'appuyant notamment sur les travaux de René Fouéré, Guy Tarade et Peter Kolosimo, Durrant tente d'établir une classification à travers une approche critique des dossiers analysés.
Après la parution de Premières enquêtes sur les humanoïdes extraterrestres en 1977, Durrant cesse de publier des volumes sous ce nom. Il avait correspondu avec divers ufologues (dont Eduardo Russo jusqu'en 1977) ; en 1983, le bulletin du GEPO publie une interview avec la revue Ovni-présence et publie, la même année, un échange polémique qu'il avait eu avec Thierry Pinvidic[réf. souhaitée].

## Publications
- Le Livre noir des soucoupes volantes, Paris, Robert Laffont, « Les Énigmes de l'Univers », 1970 ; édition revue et augmentée, Paris, Robert Laffont, « Les Autres mondes et leurs énigmes », 1977.
- Les Dossiers des O.V.N.I. Les soucoupes volantes existent, Robert Laffont, « Les Énigmes de l'Univers », 1973 ; rééd. Paris, Robert Laffont, « Les Autres mondes et leurs énigmes », 1979.  (ISBN 2-221-50033-4)
- Premières enquêtes sur les humanoïdes extraterrestres, Paris, « Les Énigmes de l'Univers », 1977.